# Enrico Toselli
Enrico Toselli (ngày 13 tháng 3 năm 1883 Florence - 15 Tháng Một 1926 Florence) là một nghệ sĩ dương cầm người Ý. Vào giai đoạn đầu đời ông đã có một sự nghiệp rực rỡ, các buổi hòa nhạc tại Ý, các thủ đô châu Âu, Alexandria và Bắc Mỹ. Sau đó, ông định cư tại Florence, giảng dạy và sáng tác, trong khi vẫn xuất hiện thường xuyên trên các nền tảng buổi hòa nhạc.
Một số tác phẩm của ông gồm có Serenata 'Rimpianto' Op.6 số 1 (được biết đến ở Việt Nam với tựa bài Chiều tà, lời Việt của nhạc sĩ Phạm Duy). Ngoài ra ông còn viết hai bản Operetta là La cattiva Francesca (1912) và La Principessa bizzarra (1913).
Trong số những người bạn nổi tiếng mà Toselli thường xuyên gặp gỡ, có cả Gabriele D'Annunzio.
Trong một dịp, ông đã viết một bài thơ giao hưởng lấy cảm hứng từ cuốn tiểu thuyết nổi tiếng mang tên "The Fire".
Toselli qua đời ở Florence khi mới 42 tuổi sau khi mắc bệnh lao.